# Stowe (Vermont)
Stowe és una població dels Estats Units a l'estat de Vermont. Segons el cens del 2000 tenia 4.339 habitants.

## Demografia
Segons el cens del 2000, Stowe tenia 4.339 habitants, 1.905 habitatges, i 1.129 famílies. La densitat de població era de 23,1 habitants per km².
Dels 1.905 habitatges en un 26,1% hi vivien nens de menys de 18 anys, en un 50% hi vivien parelles casades, en un 6,4% dones solteres, i en un 40,7% no eren unitats familiars. En el 29% dels habitatges hi vivien persones soles el 8,9% de les quals corresponia a persones de 65 anys o més que vivien soles. El nombre mitjà de persones vivint en cada habitatge era de 2,27 i el nombre mitjà de persones que vivien en cada família era de 2,83.
Per edats la població es repartia de la següent manera: un 21,1% tenia menys de 18 anys, un 6,9% entre 18 i 24, un 28,3% entre 25 i 44, un 30,3% de 45 a 60 i un 13,5% 65 anys o més.
L'edat mediana era de 41 anys. Per cada 100 dones de 18 o més anys hi havia 101,2 homes.
La renda mediana per habitatge era de 52.378 $ i la renda mediana per família de 64.700$. Els homes tenien una renda mediana de 37.788 $ mentre que les dones 31.689 $. La renda per capita de la població era de 35.474 $. Entorn del 3,7% de les famílies i el 6,8% de la població estaven per davall del llindar de pobresa.